# قاعده استنتاج
در منطق هر قاعده استنتاج، قاعده‌ای است که با دریافت دسته‌ای از مقدمات به عنوان ورودی٬ با توجه به شکل آن‌ها٬ نتیجه(یا نتایجی) را بازمی‌گرداند. برای مثال در قاعده وضع مقدم، از دو مقدمه (به صورت کلی) "اگر الف آنگاه ب" و "الف"٬ به نتیجه "ب" می‌رسد(که "الف" و "ب" هر جمله‌ای خبری‌ دلخواهی می‌توانند باشند). این قاعده بر اساس معناشناسی منطق کلاسیک (و برخی منطق‌های غیر کلاسیک) معتبر است به این معنا که در هر استنتاج با این فرم٬ ممکن نیست که مقدمات درست باشند اما نتیجه غلط باشد.
به این معنا قواعد استنتاج معتبر٬ حافظ‌االصدق هستند: یعنی از مقدمات درست ضرورتا به نتیجه درست می‌رسند. با این حال٬ قواعد استنتاج صرفا بر اساس شکل مقدمات عمل می‌کنند. 
مهم‌ترین قواعد استنتاج در منطق گزاره‌ها شامل وضع مقدم٬ نفی تالی و عکس نقیض می‌شود. منطق مرتبه اول به رابطه استنتاجی میان جملات دارای سور منطقی  می‌پردازد--مثل سور کلی "همه" یا "هر" (هر که دل‌آرام دید از دلش آرام رفت) و سور جزئی "برخی" (برخی دخترها زیبا هستند).

## فرم استاندارد قوانین استنتاج
در منطق صوری  قواعد استنتاج معمولاً در به این شکل‌اند:
مقدمه ۱ 

مقدمه ۲

....

مقدمه nام

 (قاعده X)

نتیجه
```

```

این عبارت بیان می‌کند که هر گاه مقدمات ۱ تا n را داشته باشید با قاعده X (مثلا قاعده وضع مقدم) می توانید به نتیجه می‌رسید. مثلا 
اگر الف٬ آنگاه ب.

الف.

(قاعده وضع مقدم)

ب

این صورت کلی قاعده است. یک مثال خاص از این قاعده این است:
اگر در انتخابات تقلب شود٬ مردم معترض می‌شوند.

در انتخابات تقلب می‌شود.

مردم معترض می‌شوند.
یکی دیگر از قواعد پر استفاده قاعده وضع تالی است. این صورت کلی قاعده است:
اگر الف٬ آنگاه ب. 

```
ب غلط است.
```

بنابراین الف غلط است.

یک مثال خاص قاعده است است:
اگر در انتخابات تقلب شود٬ مردم معترض می‌شوند.

مردم معترض نمی‌شوند.

در انتخابات تقلب نمی‌شود.